# Römischer Gutshof in Neftenbach

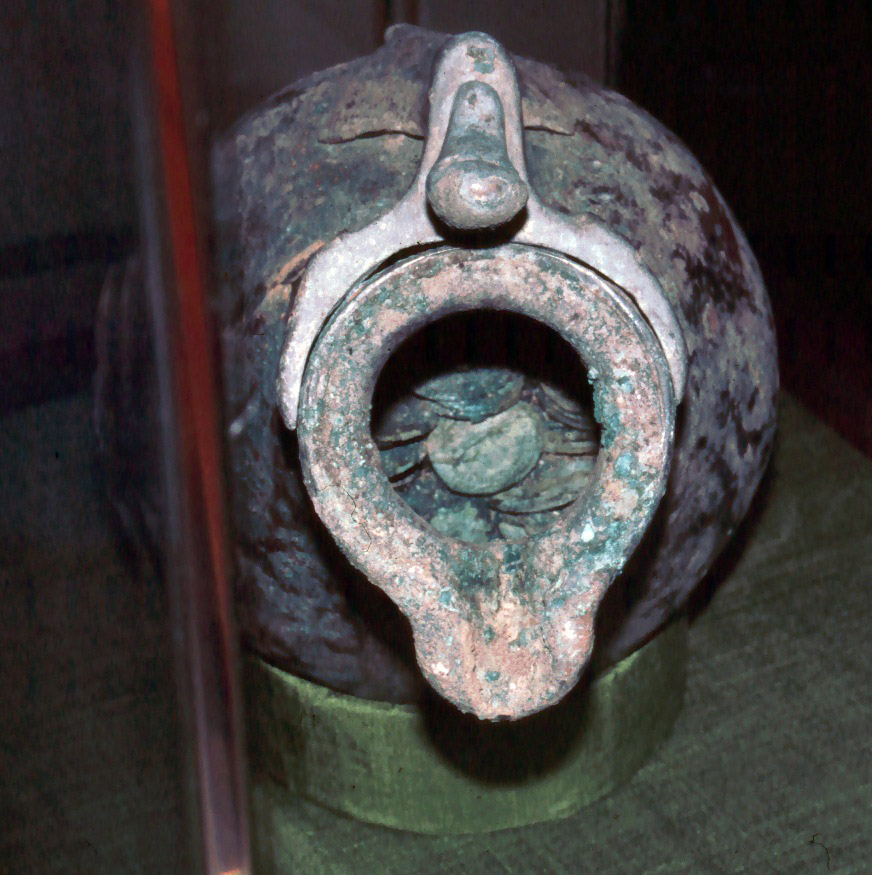
Fund im römischen Gutshof in Neftenbach

Der Gutshof in Neftenbach war ein römischer Gutshof in Neftenbach, Bezirk Winterthur in der Schweiz, der sich heute in einem überbauten Bereich an Sattleracherstrasse und Aspacherstrasse befindet. Bei Ausgrabungen wurde hier am 16. Dezember 1986 eine Bronzekanne entdeckt, die als Münzhort diente. Sie enthielt 1243 zu einem Klumpen zusammenkorrodierte Silbermünzen, die sich aus 1239 Antoninianen und 4 Denaren zusammensetzen. Sie stammen aus der Zeit des Septimius Severus (193–212) bis Postumus (260–269). Bei Ausgrabungen bis 1993 fanden sich auch Spuren der Metallverarbeitung.
Siehe auch: Schweiz in römischer Zeit